# Södra Stenungsöns naturreservat
Södra Stenungsöns naturreservat är ett naturreservat i Norums socken i Stenungsunds kommun. Det är beläget på södra delen av Stenungsön med omgivande vatten. Det bildades 2011 och omfattare cirka 65 hektar. Delar av reservatet är Natura 2000-område.
Reservatet har en bitvis rik flora, särskilt utmed grunda stränder och på översilade, näringsrika klippor. Dessutom finns i stora delar av området en karg, klippdominerad miljö beväxt med äldre tallskog.